# قرار مجلس الأمن التابع للأمم المتحدة رقم 1457
قرار مجلس الأمن التابع للأمم المتحدة رقم 1457، المتخذ بالإجماع في 24 كانون الثاني / يناير 2003، بعد الإشارة إلى القرارات 1291 (2000)، 1304 (2000)، 1323 (2000)، 1332 (2000)، 1341 (2001)، 1355 (2001)، 1376 (2001)، 1417 (2002) و1445 (2002) بشأن الوضع في جمهورية الكونغو الديمقراطية، أدان المجلس نهب الموارد الطبيعية في البلاد وطلب تفويضًا مدته ستة أشهر لفريق يحقق في هذه القضية.

## القرار

### أعمال
كان هناك تقرير من فريق الخبراء الذي حقق في الاستغلال غير المشروع للموارد الطبيعية لجمهورية الكونغو الديمقراطية. وأدان استغلال الموارد الطبيعية كعامل رئيسي في تأجيج الصراع في المنطقة، ودعا جميع الدول إلى إنهاء الأنشطة غير المشروعة. وشدد المجلس على أن الانسحاب الكامل للقوات الأجنبية، وتشكيل حكومة انتقالية شاملة، خطوات مهمة في إنهاء نهب الموارد الطبيعية للبلاد.
واعترف القرار بأهمية الموارد الطبيعية لمستقبل جمهورية الكونغو الديمقراطية وحث المؤسسات والمنظمات المالية الدولية على إنشاء هياكل للتحكم في استغلال الموارد. إن العلاقة بين النهب غير القانوني للموارد الطبيعية واستمرار النزاع تتطلب المزيد من التحقيق، ولذلك طُلب من الأمين العام كوفي عنان إعطاء لجنة تحقيق تفويضًا مدته ستة أشهر لمواصلة دراسة القضية وتقديم توصيات. تمت دعوة الأفراد والشركات والبلدان للرد على تقرير التحقيق السابق بحلول 31 مارس 2003 ونشر ردود الفعل عند الطلب.
وأخيراً، شُجع البلدان على إجراء تحقيقاتها الخاصة في نتائج فريق الخبراء ورحب المجلس بالإجراءات التي اتخذتها في هذا الصدد جمهورية الكونغو الديمقراطية ورواندا وأوغندا وزمبابوي.

## روابط خارجية
- نص القرار في undocs.org